# Eufrozyn (Zwieniec)
Eufrozyn, nazwisko świeckie Zwieniec (zm. 1462) – biskup prawosławny.
Chirotonię biskupią przyjął w 1448, w tym samym roku został ordynariuszem eparchii riazańskiej. Jedyna informacja o jego działalności dotyczy udziału w soborze zwołanym w 1459 w Moskwie przez metropolitę moskiewskiego Jonasza. Odrzucił on żądanie polskiego króla Kazimierza IV Jagiellończyka, by całą metropolią kijowską zarządzał Grzegorz II, akceptujący postanowienia unii florenckiej.
Eufrozyn pozostawał na katedrze do śmierci w 1462.